# 12935 Zhengzhemin
12935 Zhengzhemin eller 1999 TV17 är en asteroid i huvudbältet som upptäcktes den 2 oktober 1999 av Beijing Schmidt CCD Asteroid Program vid Xinglong-observatoriet. Den är uppkallad efter Zheng Zhemin.
Asteroiden har en diameter på ungefär 6 kilometer.